# Miranda Maverick
Miranda Maverick (Tunas, Misuri, Estados Unidos, 1 de julio de 1997) es una artista marcial mixta estadounidense que compite en la división de peso mosca de Ultimate Fighting Championship.

## Primeros años
Nació en Tunas, Misuri, Estados Unidos. Creció trabajando en la granja de su familia moviéndose por muchos estados del Medio Oeste y del Sur de los Estados Unidos, lo que le valió la fuerza por la que es conocida dentro de la comunidad de las artes marciales. Comenzó a practicar el grappling a los dieciséis años tras ser animada por su padre mientras veía pelear a Ronda Rousey en la televisión. También se unió al equipo de lucha de su instituto en Buffalo, Misuri en su último año y compitió en el equipo universitario masculino hasta que descubrió que no iría a la universidad a luchar. Entonces dejó de centrarse en la lucha libre y se dedicó a las artes marciales mixtas poco después de graduarse en el instituto, a los 18 años.
A pesar de concentrarse en las artes marciales mixtas, se graduó con honores en la Universidad de Drury, especializándose en psicología y sociología en 2018. Después, se trasladó a Norfolk, VA, para realizar un doctorado en Psicología Industrial/Organizativa en la Universidad de Old Dominion.

## Carrera en las artes marciales mixtas

### Inicios
Comenzó su carrera amateur en 2015, luchando bajo las promociones Kansas City Fighting Alliance, ShoFight y The Blue Corner. Acumuló un récord de 7-1, ganando los campeonatos de peso mosca de The Blue Corner y Shofight, todo ello mientras tenía 18 años, siendo catalogada como la mujer amateur número uno de su región en Tapology en el momento en que se hizo profesional. Tras su última victoria amateur, el presidente Shannon Knapp de Invicta Fighting Championships se puso en contacto con ella.

### Invicta Fighting Championships
Hizo su debut en la promoción enfrentándose a Samantha Diaz el 18 de noviembre de 2016 en Invicta FC 20: Evinger vs. Kunitskaya. Diaz se cortó el pelo el día del pesaje para llegar al peso y Maverick llegó más de 2 libras por encima del límite de peso paja. Ganó el combate por sumisión en el primer asalto.
Se enfrentó a Kalyn Schwartz el 25 de marzo de 2017 en Invicta FC 22: Evinger vs. Kunitskaya II. En el pesaje, perdió el peso por 4.5 libras sobre el límite superior de 116 libras. Ganó el combate por sumisión en el primer asalto.
Se enfrentó a Gabby Romero el 15 de julio de 2017 en Invicta FC 24: Dudieva vs. Borella. Ganó el combate por decisión unánime.
Se enfrentó a Brogan Walker-Sanchez el 21 de julio de 2018 en Invicta FC 30. Perdió el combate por decisión unánime.
Se enfrentó a Victoria Leonardo el 1 de septiembre de 2018 en Invicta FC 31: Jandiroba vs. Morandin. Ganó el combate por sumisión en el primer asalto.
Se enfrentó a DeAnna Bennett el 15 de febrero de 2019 en Invicta 34. Perdió el combate por decisión unánime.
En septiembre, participó en el torneo de peso mosca de la Invicta Phoenix Series con la oportunidad de reafirmarse en la división de peso mosca. En la primera ronda del torneo, que consistió en un asalto de 5 minutos, derrotó a Victoria Leonardo mediante golpes y clinch en una revancha por decisión unánime. Su combate de la segunda ronda (también de 5 minutos) terminó con Maverick sometiendo a Shanna Young por estrangulamiento por la espalda. Maverick ganó el torneo al derrotar a DeAnna Bennett en la revancha por sumisión de cuello en el tercer asalto en la final.
Derrotó a Pearl Gonzalez el 7 de febrero de 2020 en Invicta FC 39.

### Ultimate Fighting Championship
Se esperaba que se enfrentara Mara Romero Borella el 27 de junio de 2020 en UFC on ESPN: Poirier vs. Hooker. Sin embargo, se vio obligada a retirarse debido a una lesión.
Debutó en la UFC contra Liana Jojua el 24 de octubre de 2020 en UFC 254. Ganó el combate por TKO en el segundo asalto.
Se esperaba que se enfrentara a Gillian Robertson en UFC 258 el 13 de febrero de 2021. Sin embargo, horas antes del combate, Robertson sufrió una enfermedad no relacionada con el COVID y el combate se canceló. El par finalmente fue reprogramado para UFC 260 el 27 de marzo de 2021. Ganó el combate por decisión unánime.
Se enfrentó a Maycee Barber el 24 de julio de 2021 en UFC on ESPN: Sandhagen vs. Dillashaw. Perdió el combate por decisión dividida. 22 de 22 medios de comunicación puntuaron el combate como una victoria para Maverick.
Se enfrentó a Erin Blanchfield el 11 de diciembre de 2021 en UFC 269. Perdió el combate por decisión unánime.
Se enfrentó a Sabina Mazo el 12 de marzo de 2022 en UFC Fight Night: Santos vs. Ankalaev. Ganó el combate por sumisión en el segundo asalto.
Se esperaba que se enfrentara Shanna Young el 20 de agosto de 2022 en UFC 278. Sin embargo, el combate fue cancelado debido a que Young fue hopitalizada por problemas de corte de peso. El combate fue reprogramado para el 5 de noviembre de 2022 en UFC Fight Night: Rodriguez vs. Lemos. Ganó el combate por decisión unánime.

## Vida personal
Desde octubre de 2020 es actualmente estudiante de doctorado en la Universidad de Old Dominion, estudiando Psicología Industrial.

## Récord en artes marciales mixtas
| Resultado | Récord | Oponente              | Método                                     | Evento                                   | Fecha                   | Ronda | Tiempo | Localización                 | Notas                                                     |
| --------- | ------ | --------------------- | ------------------------------------------ | ---------------------------------------- | ----------------------- | ----- | ------ | ---------------------------- | --------------------------------------------------------- |
| Victoria  | 13-5   | Andrea Lee            | Decisión (unánime)                         | UFC 298                                  | 17 de febrero de 2024   | 3     | 5:00   | Anaheim, California          |                                                           |
| Victoria  | 12-5   | Priscila Cachoeira    | Sumisión (armbar)                          | UFC 291                                  | 29 de julio de 2023     | 3     | 2:11   | Salt Lake City, Utah,        |                                                           |
| Derrota   | 11-5   | Jasmine Jasudavicius  | Decisión (unánime)                         | UFC 289                                  | 10 de junio de 2023     | 3     | 5:00   | Vancouver, British Columbia, |                                                           |
| Victoria  | 11-4   | Shanna Young          | Decisión (unánime)                         | UFC Fight Night: Rodriguez vs. Lemos     | 5 de noviembre de 2022  | 3     | 5:00   | Las Vegas, Nevada            |                                                           |
| Victoria  | 10-4   | Sabina Mazo           | Sumisión (estrangulamiento por detrás)     | UFC Fight Night: Santos vs. Ankalaev     | 12 de marzo de 2022     | 2     | 2:15   | Las Vegas, Nevada            |                                                           |
| Derrota   | 9-4    | Erin Blanchfield      | Decisión (unánime)                         | UFC 269                                  | 11 de diciembre de 2021 | 3     | 5:00   | Las Vegas, Nevada            |                                                           |
| Derrota   | 9-3    | Maycee Barber         | Decisión (dividida)                        | UFC on ESPN: Sandhagen vs. Dillashaw     | 24 de julio de 2021     | 3     | 5:00   | Las Vegas, Nevada            |                                                           |
| Victoria  | 9-2    | Gillian Robertson     | Decisión (unánime)                         | UFC 260                                  | 27 de marzo de 2021     | 3     | 5:00   | Las Vegas, Nevada            |                                                           |
| Victoria  | 8-2    | Liana Jojua           | TKO (parada médica)                        | UFC 254                                  | 24 de octubre de 2020   | 1     | 5:00   | Abu Dhabi                    |                                                           |
| Victoria  | 7-2    | Pearl Gonzalez        | Decisión (unánime)                         | Invicta FC 39: Frey vs. Cummins II       | 7 de febrero de 2020    | 3     | 5:00   | Kansas City, Kansas          | Actuación de la Noche.                                    |
| Victoria  | 6-2    | DeAnna Bennett        | Sumisión (estrangulamiento por detrás)     | Invicta FC Phoenix Series 2              | 6 de septiembre de 2019 | 3     | 3:38   | Kansas City, Kansas          | Ganó el Torneo de Peso Mosca Invicta FC Phoenix Series 2. |
| Victoria  | 5-2    | Heather Walker-Leahy  | Sumisión (estrangulamiento por guillotina) | Shogun Fights 22                         | 13 de julio de 2019     | 1     | 1:38   | Oxon Hill, Maryland          |                                                           |
| Derrota   | 4-2    | DeAnna Bennett        | Decisión (unánime)                         | Invicta FC 34: Porto vs. Gonzalez        | 15 de febrero de 2019   | 3     | 5:00   | Kansas City, Misuri          |                                                           |
| Victoria  | 4-1    | Victoria Leonardo     | Sumisión (barra de brazo)                  | Invicta FC 31: Jandiroba vs. Morandin    | 1 de septiembre de 2018 | 1     | 3:26   | Kansas City, Misuri          | Actuación de la Noche.                                    |
| Derrota   | 3-1    | Brogan Walker-Sanchez | Decisión (unánime)                         | Invicta FC 30: Frey vs. Grusander        | 21 de julio de 2018     | 3     | 5:00   | Kansas City, Misuri          |                                                           |
| Victoria  | 3-0    | Gabby Romero          | Decisión (unánime)                         | Invicta FC 24: Dudieva vs. Borella       | 15 de julio de 2017     | 3     | 5:00   | Kansas City, Misuri          | Debut en el peso mosca.                                   |
| Victoria  | 2-0    | Kalyn Schwartz        | Sumisión (barra de brazo)                  | Invicta FC 22: Evinger vs. Kunitskaya II | 25 de marzo de 2017     | 1     | 3:01   | Kansas City, Misuri          |                                                           |
| Victoria  | 1-0    | Samantha Diaz         | Sumisión (estrangulamiento por detrás)     | Invicta FC 20: Evinger vs. Kunitskaya    | 18 de noviembre de 2016 | 1     | 4:26   | Kansas City, Misuri          | Debut en el peso paja.                                    |